# Гажин-над-Цирохоу
Гажин-над-Цирохоу (словац. Hažín nad Cirochou) — село и одноимённая община в районе Гуменне Прешовского края Словакии. В письменных источниках начинает упоминаться с 1451 года.

## География
Село расположено в юго-восточной части края, на левом берегу реки Цирохи, к востоку от города Гуменне, при автодороге 74. Абсолютная высота — 168 метров над уровнем моря. Площадь муниципалитета составляет 7,18 км².

## Население
| Год:                | 1994 | 2004     | 2014    | 2024    |
| ------------------- | ---- | -------- | ------- | ------- |
| Количество человек: | 609  | 709      | 675     | 654     |
| Разница:            |      | +16,42 % | −4,79 % | −3,11 % |

По данным последней официальной переписи 2011 года, численность населения Гажина-над-Цирохоу составляла 692 человека.